# 朱申鉘
内江长子朱申鉘（1454年—1497年），明朝内江庄懿王朱友墦嫡长子。

## 生平
天顺元年（1457年）七月赐名。成化三年（1467年）封内江长子。弘治十年（1497年）去世。其墓葬位于明蜀王陵中。
正德七年（1512年）十月，其父朱友墦去世。正德十三年（1518年）六月，朱申鉘的庶长子朱賓沚袭封内江王。朱申鉘没有被追封为内江王的记载。